# Supercoppa francese 2017 (pallavolo femminile)
La Supercoppa francese 2017 si è svolta il 7 ottobre 2017: al torneo hanno partecipato due squadre di club francesi e la vittoria finale è andata per la prima volta all'ASPTT Mulhouse.

## Regolamento
Le squadre hanno disputato una gara unica.

## Squadre partecipanti
| Squadra        | Qualificazione                      |
| -------------- | ----------------------------------- |
| ASPTT Mulhouse | Vincitrice Ligue A 2016-17          |
| Venelles       | Vincitrice Coppa di Francia 2016-17 |

## Torneo
| 7 ottobre 2017 Palais des Sports, Mulhouse Durata: 1h:20 - Spettatori: 2 473 | ASPTT Mulhouse | 3 - 0 | Venelles | 25-15, 25-15, 25-13 |